# 4 септември
4 септември е 247-ият ден в годината според григорианския календар (248-и през високосна година). Остават 118 дни до края на годината.

## Събития
- 476 г. – Одоакър детронира последния римски император Ромул Августул.
- 1207 г. – Българи убиват солунския крал Бонифаций Монфератски от засада и изпращат главата му на цар Калоян.
- 1260 г. – В битката при Монтаперто (Италия) войските на Свещената Римска империя разгромяват армията на римския папа.
- 1781 г. – Основан е Лос Анджелис, Калифорния, от 44 испански заселници.
- 1852 г. – Състои се премиерата на операта Ако бях цар на Адолф Адам.
- 1867 г. – Основан е ФК Шефилд Уензди.
- 1870 г. – Френският император Наполеон III е свален и е обявена Трета френска република.
- 1886 г. – Вождът на апачите Джеронимо се предава на армията на САЩ.
- 1888 г. – Джордж Ийстман регистрира търговската марка Кодак и получава патент за своя фотоапарат, който използва фотофилм.
- 1907 г. – Франция, Русия, Германия и Великобритания подписват в Осло съглашение, с което признават границите на Норвегия след излизането ѝ от федерацията с Швеция.
- 1911 г. – Провеждат се избори за XV обикновено народно събрание, спечелени от управляващите народняци и прогресивнолиберали.
- 1916 г. – Първата световна война: Тутраканска битка: Трета българска армия, командвана от генерал Пантелей Киселов започва атака за овладяване на крепостта край град Тутракан.
- 1916 г. – Първата световна война: Войскови части, командвани от генерал Тодор Катранджиев, освобождават Добрич.
- 1947 г. – В Авиньон (Франция) е открит първият театрален фестивал, организиран от Жан Вилар.
- 1954 г. – Произведен е първият български пеницилин.
- 1958 г. – Във Франция е приета нова конституция на страната, която поставя началото на Петата република.
- 1963 г. – Самолетът при полет 306 на „Суисеър“ се разбива в земята в покрайнините на Дюренеш, Швейцария и убива 80 души на борда.
- 1969 г. – Открит е ТЕЦ Марица Изток 2.
- 1972 г. – Марк Шпиц става първият състезател, който спечелва седем медала в едни олимпийски игри.
- 1973 г. – Салвадор Алиенде е избран за президент на Чили.
- 1974 г. – Пуснат е в действие първият реактор на АЕЦ Козлодуй.
- 1976 г. – Обявена е независимостта на Азорските острови.
- 1992 г. – Тодор Живков е осъден от Върховния касационен съд на България на 7 г. затвор и парична глоба за злоупотреба с държавни средства, но след смъртта му всички обвинения срещу него отпадат.
- 1997 г. – 8 души са убити и 150 ранени при три самоубийствени атаки на военната групировка Хамас в центъра на Йерусалим.
- 1999 г. – В дагестанския град Буйнакск при терористичен акт е взривен жилищен блок – загиват 62 души, а повече от 100 са ранени.
- 2006 г. – Завършва едноседмичният културен ежегоден фестивал Burning Man в САЩ.

## Родени
- 1241 г. – Александър III, шотландски крал († 1286 г.)
- 1729 г. – Луи, дофин на Франция († 1765 г.)
- 1768 г. – Франсоа Рене дьо Шатобриан, френски писател († 1848 г.)
- 1809 г. – Юлиуш Словацки, полски поет († 1849 г.)
- 1824 г. – Антон Брукнер, австрийски композитор, органист и педагог († 1896 г.)
- 1877 г. – Карлис Улманис, латвийски политик и диктатор († 1942 г.)
- 1882 г. – Леонхард Франк, немски писател († 1961 г.)
- 1892 г. – Дариус Мийо, френски композитор († 1974 г.)
- 1896 г. – Антонен Арто, френски драматург, актьор и режисьор († 1948 г.)
- 1906 г. – Макс Дебрюк, германски биолог, лауреат на Нобелова награда за физиология и медицина през 1969 г. († 1981 г.)
- 1910 г. – Ремо Джацото, италиански музиколог († 1998 г.)
- 1913 г. – Кензо Танге, японски архитект († 2005 г.)
- 1913 г. – Станфорд Мур, американски биохимик, лауреат на Нобелова награда за химия през 1972 г. († 1982 г.)
- 1927 г. – Джон Маккарти, американски информатик и когнитивен изследовател († 2011 г.)
- 1933 г. – Ричард Кастелано, американски актьор († 1988 г.)
- 1941 г. – Александър Шаламанов, български футболист († 2021 г.)
- 1942 г. – Бисер Киров, български поп певец, музикант, композитор, телевизионен водещ, режисьор, продуцент и дипломат († 2016 г.)
- 1943 г. – Боян Иванов, български поп певец († 2012 г.)
- 1955 г. – Наталия Андреева, българска писателка
- 1957 г. – Патриша Толман, американска актриса
- 1960 г. – Деймън Уейънс, американски актьор
- 1967 г. – Игор Корнеев, руски футболист
- 1969 г. – Николина Чакърдъкова, българска народна певица
- 1970 г. – Игор Кавалера, бразилски барабанист (Сепултура)
- 1971 г. – Милен Велев, български тенисист
- 1975 г. – Никос Либеропулос, гръцки футболист
- 1977 г. – Елена Атанасова, българска филмова и театрална актриса
- 1980 г. – Дейвид Гарет, немско-американски цигулар
- 1980 г. – Хитоми Шиматани, японска певица
- 1981 г. – Бийонсе, американска певица и актриса
- 1982 г. – Лу Доайон, френска актриса
- 1983 г. – Айдън Селчук, турски боксьор
- 1988 г. – Дорис Пинчич, хърватска актриса

## Починали
- 422 г. – Бонифаций I, римски папа (* ? г.)
- 1063 г. – Тогрул I, селджукски султан (* ок. 990 г.)
- 1207 г. – Бонифаций Монфератски, италиански благородник (* 1155 г.)
- 1588 г. – Робърт Дъдли, английски политик (* 1532 г.)
- 1839 г. – Хендрик Вогд, нидерландски художник (* 1768 г.)
- 1899 г. – Йован Ристич, сръбски политик (* 1831 г.)
- 1907 г. – Едвард Григ, норвежки композитор (* 1843 г.)
- 1912 г. – Уилям Джон Макгий, американски геолог (* 1853 г.)
- 1930 г. – Владимир Арсениев, руски изследовател (* 1872 г.)
- 1936 г. – Богомил Берон, български лекар (* 1866 г.)
- 1942 г. – Горазд II, чешки светец (* 1878 г.)
- 1960 г. – Алфред Едуард Грийн, американски филмов режисьор (* 1889 г.)
- 1963 г. – Робер Шуман, министър-председател на Франция (* 1886 г.)
- 1964 г. – Вернер Бергенгрюн, немско-балтийски писател (* 1892 г.)
- 1965 г. – Алберт Швайцер, германски общественик, Нобелов лауреат (* 1875 г.)
- 1984 г. – Панайот Пондалов, български волейболист (* 1926 г.)
- 1989 г. – Жорж Сименон, френски писател (* 1903 г.)
- 1997 г. – Иван Ненов, български художник (* 1902 г.)
- 1997 г. – Ханс Айзенк, германски психолог (* 1916 г.)
- 2006 г. – Джачинто Факети, италиански футболист (* 1942 г.)
- 2006 г. – Стив Ъруин, австралийски телевизионен водещ и естествоизпитател (* 1962 г.)
- 2011 г. – Любен Йорданов, български цигулар (* 1926 г.)

## Празници
- Беларус – Ден на писмеността и печата